# Castell de Cantallops
El Castell de Cantallops va ser un castell situat al municipi de Cantallops, a l'actual comarca de l'Alt Empordà, a Catalunya. El trobem documentat per primera vegada el 1288, i va estar en ús entre els segles xiii i xiv. És considerat un Bé Cultural d'Interès Nacional.

## Història

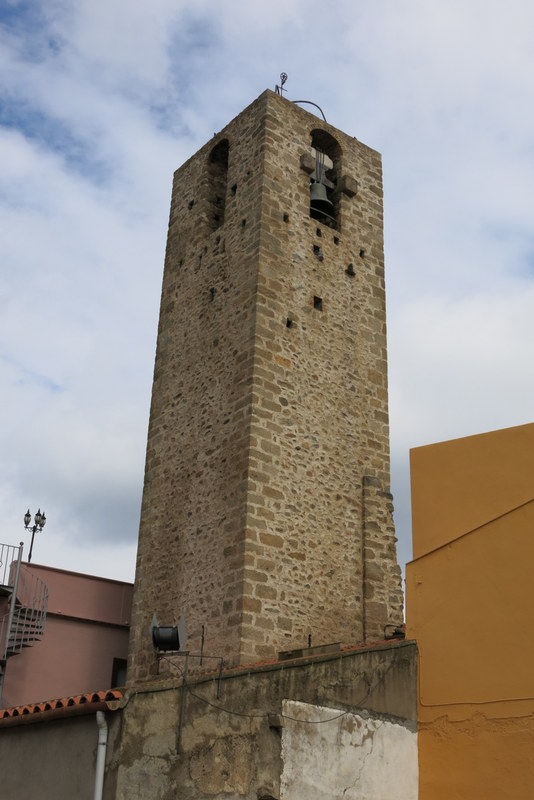
Torre del castell convertida en campanar de l'Església de Sant Esteve (març 2015)

En un document de la primera meitat del segle xii, el vescomte de Rocabertí donà ostatges al comte Gausfred III de Rosselló amb relació a un plet motivat pel castell de Requesens; un dels ostatges fou «Bernard de Cantalups», l'existència del qual fa pensar que ja hi devia haver un castell o una casa forta. La referència clara, però, no es troba fins al segle xiii, vers 1288, arran de la destrucció del castell per les tropes franceses durant el regnat d'Alfons el Liberal. Als «Gesta Comitum Barchinonensium» s'esmenta que «fuit captum castrum... de Cantalops».
La primera menció documental que fa referència al topònim Cantallops és relacionada amb el personatge anomenat Bernad de Cantalups que al segle xii fou posat com a ostatge, “entre altres valedors, a disposició del comte Gausfred III del Rosselló, en garantia de l'ajuda que li prestaria sm de Rechensen tibi usque habeas eum in sana pace, sine engan”.
Posteriorment, segurament vers el 1288, durant el reinat Alfons el Liberal, el Castell fou destruït pels invasors francesos tal com altres fortaleses de l'Empordà, com es recull en la Gesta Comitum Barcinonesium: “... fuit captum castrum de Rocaberti et Ionquera et de Reqesen, et de Capmayn et de Cantalops et de Cabrera, et castrum de Quermenzo funditus dirutum. Item fuit captum monasterium sancti Cirici de Colera...”
Pel que fa a l'origen del Castell, les restes dels murs són difícils d'adscriure a un cronologia acurada. Hom considera que pel tipus d'aparell i espitlleres es pot enquadrar en els segles xiii i XIV.

## Arquitectura
Actualment, les restes que encara es conserven es poden veure adossades a l'església de Sant Esteve, al centre del poble. A la plaça de Cantallops s'hi pot veure restes de l'entrada de la muralla. El mur de ponent, que encara conserva merlets amb espitlleres, s'unia amb la torre que serveix de campanar que és de planta rectangular, amb carreus escairats a les cantonades. A la banda nord també hi trobem fragments de muralla, tot i que s'hi adossen cases d'època posterior.
La datació és difícil però per les característiques de l'aparell constructiu, se situaria als segles xiii i xiv.
L'església actual es va edificar sobre l'antiga capella del castell, aprofitant part de la infraestructura, motiu pel qual se n'ha conservat una part. La torre del castell va ser convertida en campanar el segle xix. Fou sobrealçada un pis, on hi ha arcades de punt rodó per a les campanes